# Coquette
A Cocquette 1929-ben bemutatott amerikai filmdráma Sam Taylor rendezésében. Mary Pickford a produkcióval Oscar-díjat nyert legjobb női főszereplő kategóriában. Egyben a Cocquette volt az első hangosfilmje.

## Történet
Norma Besant (Mary Pickford), egy jómódú déli orvos lánya, akinek javíthatatlanul flörtölő természete mellett tucatnyi udvarlója van. Apja dr. John Besant (John St. Polis) Stanley Wentwortht (Matt Moore) favorizálja közülük. Habár Norma találkozik egy egyszerű férfival, Michael Jeffreyvel (Johnny Mack Brown), akibe teljesen beleszeret. Dr. Besant megveti Michaelt, és megtiltja lányának, hogy találkozzon vele. Norma szavát adja, majd megígéri Michaelnek, hogy 6 hónap után hozzámegy, miután a férfi visszajön a hegyekből, és lesz annyi pénze, hogy egy házat tudjon venni a völgyben.
Pár hónap múlva Michael lejön a hegyekből, hogy lássa Normát. Hogy több időt töltsenek együtt, Michael anyjának kunyhójába mennek. Később Norma szerint csak kávéztak és a jövőről beszélgettek. A lány hajnali négykor ér haza. Másnap valaki csúnya pletykát kezd terjeszteni a városba, ami lerombolja Norma hírnevét. Michael dühös lesz, és megfogadja hogy megkéri a lány kezét az apjától azonnal.
Dr. Besant és Michael haragos szóváltásba keverednek. Mielőtt Michael elhagyja a házat, megfogadja hogy megszökteti Normát amint lehetséges. A doktor a szobába parancsolja a lányát és egy pisztollyal a kezében elrohan. Megérkezik Stanley is, aki elmondja, hogy dr. Besant súlyosan megsebesítette Michaelt.
Norma elrohan Michael kunyhójába, aki a karjai között hal meg. Dr. Besant ügyvéd barátja érkezik meg később, aki könyörög Normának, hogy a vallomásával mentse meg apja életét. Norma ezt elutasítja, de később a bíróságon meggondolja magát. Vallomásában hazudik Michaelről, hogy csak megrontani próbálta. Norma teljesen összetörik a vallomás alatt, sírva fakad, az apja megy oda hozzá megvigasztalni. Azt mondja, hogy többé már nem kell hazudnia, és közben észreveszi a gyilkos fegyvert a bizonyítékok asztalán.
Miután Norma megnyugodott, dr. Besant bűnösnek vallja magát, beismerve hogy rosszat tett, és meg fogja fizetni az árát. Ezután hirtelen elveszi a pisztolyt az asztalról és a bíróság előtt főbe lövi magát. Később Stanley megvárja Normát a bíróság épülete előtt. Felajánlja, hogy hazakíséri a lányt, aki ezt visszautasítja, hogy inkább egyedül menne.

## Szereplők
| Színész           | Karakter                      |
| ----------------- | ----------------------------- |
| Mary Pickford     | Norma Besant                  |
| Johnny Mack Brown | Michael Jeffrey               |
| John St. Polis    | Dr. John Besant               |
| Matt Moore        | Stanley Wentworth             |
| William Janney    | James Besant                  |
| Henry Kolker      | Jasper Carter kerületi ügyész |
| George Irving     | Robert Wentworth              |

## Háttér
Pickford a némafilmek egyik legnagyobb sztárja volt. Népszerűsége 1909-es debütálása óta töretlen volt. 1919-ben Charlie Chaplinnel, Douglas Fairbanksszel és D. W. Griffithszel megalapította a United Artists stúdiót, aminek segítségével már teljes beleszólása volt a filmek készítésébe.
Ahogy megjelentek az első hangosfilmek Pickford rögtön meglátta a bennük rejlő lehetőséget, és segítségükkel a hangosfilmek egyik első filmcsillagjává is akart válni. 1928-ban elkezdte kialakítani a stúdiójában a hangosfilmek gyártásához való feltételeket. Megvette a Cocquette jogait is, amit Helen Hayes már előtte nagy sikerrel játszott színpadon.
A hangtechnológia még meglehetősen gyerekcipőben járt akkoriban. A kamerát alig lehetett mozgatni, és egy üveg mögé kellett rejteni, hogy ne zavarja a hang rögzítését. Bár Pickford a legjobb körülmények között dolgozott, ami azt eredményezte, hogy a filmben sokkal természetesebb a mozgás és a színészek játéka, mint a korabeli hangosfilmek többségében.
Pickford meglehetősen nyugtalan volt a forgatás alatt, hogy hogy fog szólni hangja az első hangosfilmjében, annak ellenére hogy a színházat is megjárta filmes karrierje előtt. Továbbá beszédórákat is vett, hogy déli kiejtése hitelesebb legyen.

## Bemutató
A Cocquette bemutatójára 1929. április 12-én került sor New Yorkban. Műszaki hiba miatt először nem volt hang. Később visszatekerték és újrakezdték vetíteni akadozó, rossz minőségben. Végül sikerült elhárítani a technikai akadályokat, és harmadjára sikeresen kezdett forogni a filmtekercs.
A film megítélése pozitív volt és az 1,4 millió dolláros bevétel is sikeresnek könyvelhető el. Továbbá a Cocquette Pickfordot a hangosfilmek csillagai közé emelte.

## Oscar-díj
Pickford a Filmakadémia egyik alapítója közé tartozik. Egyike azon három nőnek, akik alapító tagok voltak. Továbbá valószínűleg abba is volt beleszólása, hogyan nézzen ki az Oscar-szobor.
Az első díjátadó ceremóniára 1929-ben került sor, ahol Pickford jelölést sem kapott. Egy évvel később viszont elnyerte a díjat. Többen is szemére vetették, hogy méltatlanul, mert felhasználta akadémiai befolyását.

## Fordítás
Ez a szócikk részben vagy egészben  a   Cocquette (film) című angol Wikipédia-szócikk fordításán alapul.  Az eredeti cikk szerkesztőit annak laptörténete sorolja fel. Ez a jelzés csupán a megfogalmazás eredetét és a szerzői jogokat jelzi, nem szolgál a cikkben szereplő információk forrásmegjelöléseként.